# Parajubaea
Parajubaea es un género con 3 especies de plantas fanerógamas perteneciente a la familia  de las palmeras Arecaceae. Son de origen sudamericano y se encuentran en elevadas altitudes de la Cordillera de los Andes.

## Taxonomía
El género fue descrito por Max Burret y publicado en Notizblatt des Botanischen Gartens und Museums zu Berlin-Dahlem 11: 48. 1930.
Etimología
Parajubaea: nombre genérico compuesto que proviene de para = "cercana" y jubaea, indicando su cercanía con el género Jubaea.

## Especies seleccionadas
- Parajubaea cocoides
- Parajubaea sunkha
- Parajubaea torallyi